# Karel Willem Lodewijk de Muralt
Karel Willem Lodewijk de Muralt, heer van Vlijmen, (Utrecht, 24 augustus 1869 - Leiden, 20 mei 1956) was een Nederlandse jonkheer en burgemeester van Ter Aar van 1897 tot 1935.